# The Chi-Lites
The Chi-Lites är en amerikansk vokal musikgrupp som verkar i stilarna soul och R&B. Gruppen bildades i Chicago 1959 och bestod då av Marshall Thompson, Robert "Squirrel" Lester, Eugene Record, Creadel "Red" Jones och Clarence Johnson. Gruppen var verksam och spelade in musik under 1960-talet men det stora genombrottet kom 1971 med låtarna ""(For God's Sake) Give More Power to the People" och "Have You Seen Her". Deras allra största framgång blev "Oh Girl" som lanserades året därpå. Låten toppade den amerikanska singellistan. Gruppen hade fler hits under 1970-talet USA, men ingen kom i närheten av denna. I Storbritannien däremot nådde flera andra låtar topp 10-placering. Marshall Thompson är den ende nuvarande (2019) av ursprungsmedlemmarna, och också den ende som alltid varit medlem i gruppen.
De valdes 2006 in i Vocal Group Hall of Fame.